# Hamhŏ Tŭkt’ong
Hamhŏ Tŭkt'ong (ur. 1376, zm. 1433; chiń. Hánxū Détōng 涵虚得通; jap. Kanko Tokutsū; wiet. Hàm Hư Đắc Thông) – wyróżniający się koreański mistrz sŏn tego czasu. Znany także jako Hamhŏ Kihwa. Uczeń Muhaka Chach'o.

## Biografia, działalność
Urodził się w arystokratycznej rodzinie jako Yu Sui. Jego ojciec był rządowym ministrem odpowiadającym za przyjmowanie zagranicznych gości, emisariuszy itd.
Kihwa kształcił się na prestiżowej konfucjańskiej akademii Sŏnggyun'gwan. Podczas studiów osiągnął wybitny poziom wiedzy o chińskiej filozofii i literaturze. Poziom jego wykształcenia musiał być rzeczywiście wyjątkowo wysoki, gdyż taka ocena, która pojawia się w jego biografii, jest absolutnie wyjątkowa w literaturze sŏnu, tym bardziej, że dotyczy wykształcenia konfucjańskiego, a nie buddyjskiego. Jego wybitny poziom ujawnił się później w jego zainteresowaniu filozofią buddyjską i w związanych z nią jego dziełach.
W wieku 21 lat został głęboko dotknięty śmiercią jednego z jego przyjaciół. Porzucił studia konfucjańskie i wkroczył na ścieżkę buddyjską do oświecenia. Rozpoczął wędrówkę po klasztorach w poszukiwaniu odpowiedniego nauczyciela.
W 1397 r. przybył do klasztoru Hoeam, w którym został uczniem mistrza sŏn Muhaka Chach'o. Mistrz nauczał w klasycznym stylu szkoły imje czyli linji. Przyjęte wtedy było, że w początkowym stadium nauczania, uczeń opuszczał klasztor w celu tzw. "nauki w czasie wędrówki". 
Wiosną 1404 r. Kihwa powrócił do Hoeam sa i natychmiast udał się na samotne intensywne odosobnienie w małej pustelni przyklasztornej. Osiągnął wtedy swoje pierwsze przebudzenie.
Po tym doświadczeniu Kihwa powrócił do wędrówek. Wędrował od klasztoru do klasztoru, uczył się, praktykował i sam także nauczał.
W 1414 r. przybył do klasztoru Yŏnbong na górze Chamo, gdzie przebywał w małej pustelni zwanej "Hamhŏ" (kor. "odżywcza pustka"). Praktykował trzy typowe elementy: moralność, medytację i mądrość. W tym czasie także poprowadził liczne sesje poświęcone komentarzom pięciu mistrzów na temat Sutry Diamentowej. W tym czasie miał także następne doświadczenie oświecenia.
W 1420 r. Kihwa udał się na pielgrzymkę na górę Odae w Kangnŭng. Była to dla niego pielgrzymka związana z jego rodziną dharmiczną, gdyż jego linia przekazu Dharmy wywodziła się właśnie z Odae. Na tej górze miał trzecie doświadczenie oświecenia. 
Stał się niezwykle charyzmatycznym mistrzem chan, wywierającym niezwykły wpływ na całe otoczenie.
Pod koniec życia poświęcił się trudnemu wysiłkowi obrony buddyzmu przez nieustannymi atakami neokonfucjanistów, którzy doszli do władzy i rozpoczęli kilkusetletni okres prześladowań buddyzmu w celu jego całkowitego zniszczenia. Panujący w latach 1418–1450 król T'aejo zmienił swoje negatywne nastawienie do buddyzmu i Kihwa został zaproszony w 1421 r. do wykonania pewnych ceremonii na królewskiej świątyni. Mistrz spędził 3 lata jako osobisty nauczyciel króla i jego rodziny. Jednak w 1424 r. poprosił o zwolnienie go z tych obowiązków.
Następne 7 lat mistrz spędził ponownie na wędrówkach, studiując i nauczając w różnych klasztorach w Korei. Okres ten zakończył jesienią 1431 r., gdy powrócił do klasztoru Pong'am na górze Huiyang w Yongnam. Poprowadził tam renowację tego klasztoru. 
Po ukończeniu pracy "postanowił zakończyć swoje życie". 25 dnia trzeciego miesiąca 1433 r. rozpoczęła się choroba, która trwała do 1 dnia czwartego miesiąca. Przed śmiercią, pomiędzy 3:00 a 3:30 napisał następujący wiersz:
| Jest to czyste jak pustka i spokój. Pierwotnie istnieje "Jedna Rzecz". Duchowe światło jaśnieje wszędzie, Rozchodzi się we wszystkich kierunkach. Nie ma już ciała i umysłu, Nie ma już narodzin i śmierci. Przychodzenie i odchodzenie, życie i umieranie Nie są dla mnie przeszkodami. |

Potem powiedział W momencie odejścia podnoszę mój wzrok w dziesięciu kierunkach rozległych niebios, gdzie nie ma ścieżki do Zachodniego Raju. Po wypowiedzeniu tego zdania zmarł.

## Dzieła
Pozostała po nim duża ilość pism, które oddziałały na Sŏsana Taesę (1520–1604), chyba najwybitniejszego mistrza okresu dynastii Yi.
Jego najbardziej znanym dziełem są Komentarze pięciu mistrzów do Sutry Diamentowej. Łączyły one elementy Przebudzenie wiary w mahajanie (大乘起信論 Dasheng qixin lun) Aśwagoszy z elementami nauki szkoły linji. Ta synteza została następnie zaadaptowana przez Sŏsana do jego Podręcznika dla uczniów sŏn.
Jego dzieła prezentowały całkowicie nowe podejście; nawet Pojo Chinul, Paegŭn Kyŏnghan, T'aego Poŭ i Naong Hyegŭn nie zaprezentowali takiego stanowiska. Hamhŏ zinterpretował doktrynalną tradycję buddyzmu zgodnie z praxis szkoły medytacyjnej – sŏn. Do tej pory jeszcze żaden mistrz tradycji medytacyjnej nie napisał dzieła komentującego sutry. Dopiero po nowatorskim podejściu Hamhŏ, pojawiło się więcej prac napisanych przez mistrzów medytacji, które interpretowały sutry z ich punktu wiedzenia.
Jednak mimo synkretycznych tendencji w buddyzmie koreańskim sam Hamhŏ przeprowadził linię pomiędzy oboma tradycjami. Wykazał, że język jest tylko metodą wskazywania na księżyc, a nie samym księżycem. Nie odrzucanie zręcznych środków i nie przyleganie do nich – jest właściwe
- Taebanggwang wŏngak sudara yoŭi kyŏng sŏrŭi (w skrócie Wŏngakkyŏng so) (3 tomy) (Komentarz do Sutry doskonałego oświecenia)
- Kŭmgang panyaparamilgyŏng ogahae sŏrŭi (w skrócie Kumganggyŏng ogahae lub Ogahae) (2 tomy) (Naświetlenie pięciu komentarzy do Diamentowej sutry)
- Sŏnjong yŏnggajip kwaju sŏrŭi (Podkomentarz do "Zbioru Yongjia")
- Hyŏn chŏng non (Naświetlenie poprawności)
- Kŭmgang panyaparamilgyŏng yungwan
- Wŏngakkyŏng song (Strofy o Sutrze doskonałego oświecenia)
- Pŏphwangyŏng song (Strofy o Saddharmapuṇḍarīka sūtra)
- Mit'agyŏng ch'an (Komentarz do Saddharmapuṇḍarīka sūtra)
- Mit'a ch'an (Chwała buddzie Amitābhie)
- Zapiski sŏn Hamhŏ.

## Linia przekazu Dharmy zen
Pierwsza liczba oznacza liczbę pokoleń mistrzów od 1 Patriarchy indyjskiego Mahakaśjapy.
Druga liczba oznacza liczbę pokoleń od 28/1 Bodhidharmy, 28 Patriarchy Indii i 1 Patriarchy Chin.
Trzecia liczba oznacza liczbę pokoleń od 38/11/1 Linji Yixuana
Czwarta liczba oznacza początek linii przekazu w innym kraju
- 55/29/19 Qinghui Pingshan (bd)
  - 56/30/20/1 Naong Hyegŭn (1320–1376) Korea
    - 57/31/21/2 Muhak Chach'o (1317–1405)
      - 58/32/22/3 Hamhŏ Tŭkt'ong (1376–1433